# 洞北町
洞北町（どうほくまち）は福岡県北九州市八幡西区の町。住居表示実施済み。郵便番号は807-0811。

## 地理
八幡西区の北部に位置し、南に洞南町、南西に夕原町、西に本城東、北に本城と接し、江川を挟んで東に若松区南二島と接する。

## 河川
- 一級河川 江川
- 二級河川 金手川

## 地域の特徴
洞海湾の埋め立て地である。町域の西縁を県道279号本城熊手線が通り、北縁を金手川、東縁を江川が流れる。南側は洞海湾の最奥部となっており、周辺工業地帯の原材料や製品を中心に取り扱う堀川埠頭がある。

## 歴史
大正9年に埋め立て着工、昭和29年に完成した地域であり、当初は本城東と通称した。昭和34年に「洞北町」となった際には「くききたまち」と呼称していたが、2007年には「どうほくまち」に改められている。

### 沿革
- 1920年（大正9年） - 埋め立て着工[4]。
- 1954年（昭和29年） - 埋め立て完了[4]。
- 1959年（昭和34年） - 八幡市洞北町（くききたまち）新設[4]。
- 1963年（昭和38年）2月1日 - 八幡市、戸畑市、小倉市、若松市、門司市の5市が合併し、北九州市が発足。八幡市洞北町は北九州市八幡区洞北町となる。
- 1963年（昭和38年）4月1日 - 北九州市が政令指定都市に指定され、八幡区、戸畑区、小倉区、若松区、門司区の5区を設置。北九州市八幡区洞北町は北九州市八幡区洞北町となる。
- 1974年（昭和49年）4月1日 - 八幡区が八幡西区と八幡東区に分かれ、北九州市八幡西区洞北町となる[5]。
- 1982年（昭和57年）6月1日 - 洞北町の一部が本城東一丁目となる。
- 1994年（平成6年）6月1日 - 住居表示実施[6]。
- 1996年（平成8年）6月1日 - 洞北町の一部が本城五丁目となる[7]。
- 2007年（平成19年）4月 - 「どうほくまち」に読み方を変更[8]。

### 町名の変遷
| 実施内容   | 実施年月日              | 実施後       | 実施前       |
| ---------- | ----------------------- | ------------ | ------------ |
| 町名新設   | 1959年（昭和34年）      | 洞北町       |              |
| 住居表示   | 1994年（平成6年）6月1日 | 洞北町       | 洞北町の一部 |
| 読み方変更 | 2007年（平成19年）4月   | どうほくまち | くききたまち |

## 世帯数と人口
2025年（令和7年）3月31日現在（北九州市発表）の世帯数と人口は以下の通りである。
| 町     | 世帯数 | 人口 |
| ------ | ------ | ---- |
| 洞北町 | 1世帯  | 4人  |

### 人口の変遷
国勢調査による人口の推移。
| 1995年（平成7年）  | -人 | [ 9 ]  |  |
| 2000年（平成12年） | 8人 | [ 10 ] |  |
| 2005年（平成17年） | 1人 | [ 11 ] |  |
| 2010年（平成22年） | -人 | [ 12 ] |  |
| 2015年（平成27年） | -人 | [ 13 ] |  |
| 2020年（令和2年）  | -人 | [ 14 ] |  |

### 世帯数の変遷
国勢調査による世帯数の推移。
| 1995年（平成7年）  | -世帯 | [ 9 ]  |  |
| 2000年（平成12年） | 3世帯 | [ 10 ] |  |
| 2005年（平成17年） | 1世帯 | [ 11 ] |  |
| 2010年（平成22年） | -世帯 | [ 12 ] |  |
| 2015年（平成27年） | -世帯 | [ 13 ] |  |
| 2020年（令和2年）  | -世帯 | [ 14 ] |  |

## 学区
市立小・中学校に通う場合、学区は以下の通りとなる。
| 街区 | 小学校               | 中学校               |
| ---- | -------------------- | -------------------- |
| 全域 | 北九州市立本城小学校 | 北九州市立本城中学校 |

## 交通

### バス
域内のバス停と系統は以下のとおりである。
| 運行事業者 | 運行事業者 | 北九州市交通局 | 北九州市交通局        |
| 系統       | 系統       | 51             | ジ アウトレット北九州 |
| 停留所     | 小島       | ○              | ○                     |
| 停留所     | 柳原       | ○              | ○                     |

### 道路
- 県道279号本城熊手線

## 施設

### その他
- 北九州市立本城リサイクル工房